# Муньяно-дель-Кардинале
Муньяно-дель-Кардинале (итал. Mugnano del Cardinale) — коммуна в Италии, располагается в регионе Кампания, в провинции Авеллино.
Население составляет 4910 человек, плотность населения составляет 409 чел./км². Занимает площадь 12 км². Почтовый индекс — 83027. Телефонный код — 081.
Покровительницей коммуны почитается Пресвятая Богородица (Madonna delle Grazie), празднование 2 июля.